# آلدن (ایلینوی)
آلدن (به انگلیسی: Alden) یک منطقهٔ مسکونی در ایالات متحده آمریکا است که در ایلینوی واقع شده است. آلدن ۳۰۶٫۰۲ متر بالاتر از سطح دریا قرار دارد.